# 新普雷奧布拉任內
49°32′57″N 38°21′35″E / 49.54917°N 38.35972°E
新普雷奧布拉任內（烏克蘭語：Новопреображенне）是位於烏克蘭東部的村莊，由盧甘斯克州斯瓦托韋區的斯瓦托韋市鎮負責管轄。該村始建於1718年，面積0.78平方公里，海拔高度133米，2001年人口41，人口密度每平方公里52.8人。